# مغازه عتیقه‌فروشی (فیلم ۱۹۸۴)
«مغازه عتیقه‌فروشی» (انگلیسی: The Old Curiosity Shop (1984 film)) یک فیلم است که در سال ۱۹۸۴ منتشر شد.